# Кялагаи
Кялагаи (азерб. Kəlağayı; татск. Kələqin) — азербайджанский национальный женский головной убор. Представляет собой шёлковый платок из некрученых нитей, местного изготовления, с набивным узором, выполненным традиционным способом резервирования воском. В западной части Азербайджана келягаи иногда именуются чаргатом.
В ноябре 2014 года на 9-й сессии ЮНЕСКО традиционное искусство и символика кялагаи, его изготовление и ношение были включены от Азербайджана в список нематериального культурного наследия ЮНЕСКО.

## История

### XVIII век
Кялагаи Баскала, занимавшие особую ценность на мировом рынке с XVIII века, упоминаются в записках путешественников на Кавказ. Русский путешественник Пётр Пашино в 1862 году в газете «Кавказский вестник» писал, что ткани и кялагаи, изготавливаемые кустарным методом в удаленной провинции Баскал, ничем не уступали образцам ткацкой промышленности того времени по своим художественным качествам.

### XIX век
В конце XIX — начале XX века традиционные центры кялагаи Азербайджана в виду различных политических и социально-экономических причин, особенно завезенных дешевых фабричных товаров из России, изменили свои позиции и искусство кялагаи постепенно объединилось только в двух центрах — Баскале и Гяндже. В Ордубаде использование кялагаи началось в основном в XIX и середине XX веков .

### XX век
Накануне Мировой Войны в Баскале было 900 кустарных ткацких мастерских, имеющих 1500 станков, здесь за год производился 1 млн 800 тысяч кялагаи. Ввиду того, что красильные цехи Басгала не успевали красить столько платков, большая их часть отправлялась в Шамахы, Гянджу и Баку.

### XXI век
С 2003 года в посёлке Басгал Исмаиллинского района по инициативе научной организации «Развитие» действует Шёлковый Центр «Кялагаи». Также в Баскале создан уникальный интерактивный музей «Кялагаи». Посетители музея могут ознакомиться с историей и традициями кялагаи, а также проследить за процессом создания искусства, даже могут участвовать в производстве продукта.[значимость факта?]
Психолог Рена Ибрагимбекова, в своем выступлении TEDx в Баку в 2011 году утверждала, что кялагаи описывает человеческую жизнь:[значимость факта?]
«В узорах кялагаи есть определённая система узоров и те, кто его готовят должны соблюдать эту систему. Узоры на кялагаи описывают строение вселенной и мира. Линия на краю платка имеет значение горы, она защищает людей. А линия посредине описывает другой мир, и как видно по узорам, другой мир намного красочнее и сложнее чем этот».
Рена Ибрагимбекова, отмечает, что шелководство Азербайджана напрямую связана с производством кялагаи, вышеупомянутый головной убор является одним из самых важных и на свадьбах особенно используется красный кялагаи.[значимость факта?]
В 2010 году немало династий, продолжавших ткачество кялагаи в Азербайджане. Потомки Шовкатзия Шамилова в Шеки считаются[кем?] мастерами этого искусства.[значимость факта?]

## Изготовление
Кялагаи белого цвета с цветной каймой изготавливается следующим образом. На расстоянии от края 10—12 см набивается кайма, состоящая только из мелких зубчиков (вроде гребешка). Выше этого штампа прикладывается ещё гладкий квадратный штамп для предохранения белой ткани всего платка от действия краски, в которую затем погружается кайма. После этого кялагаи складывается вдвое, а затем «гармошкой». Верхняя часть закручивается на небольшую круглую палку и поверх перевязывается тряпочкой, а нижняя распускается и погружается для закрепления в раствор квасцов.
Через сутки кайма платка вынимается и опускается в холодную краску желаемого цвета. В результате этого получается цветная кайма. Такие шёлковые головные платки совершенно самобытны как по рисунку, так и по расцветке. Чтобы получить двухцветные и трёхцветные головные платки, всё это повторяется столько раз, во сколько цветов хотят окрасить платок.
Имена Гаджи Гамид Талыб оглу, Кербелаи Абдулхалиг Ашраф оглу, ткача Алиаббаса Джабраиль оглу были упомянуты среди Баскалских мастеров узора, живших и творивших в XX веке.

## Ношение
Тонкие шёлковые платки кялагаи кустарного производства разных цветов (в основном белый, красный, синий) в зависимости от возраста и вкуса женщины надевают поверх платка в праздники. В старину кялагаи бывали разного цвета у молодых и обязательно чёрного у пожилых женщин.
Из платка и намотанного на него кялагаи состоит чалма. Такая чалма является головным убором, характерным для скотоводческо-земледельческой стадии, с полукочевым образом жизни. У халлаварских и хайдарланских айрумок чаще всего встречалась красная чалма. По форме и способу ношения их чалма отличалась от чалмы айрумов Азербайджанской ССР. Там кялагаи не наматывали, а обёртывали вокруг белого платка таким образом, что на макушке был виден нижний платок, почти всегда белого цвета.